# Население Кот-д’Ивуара

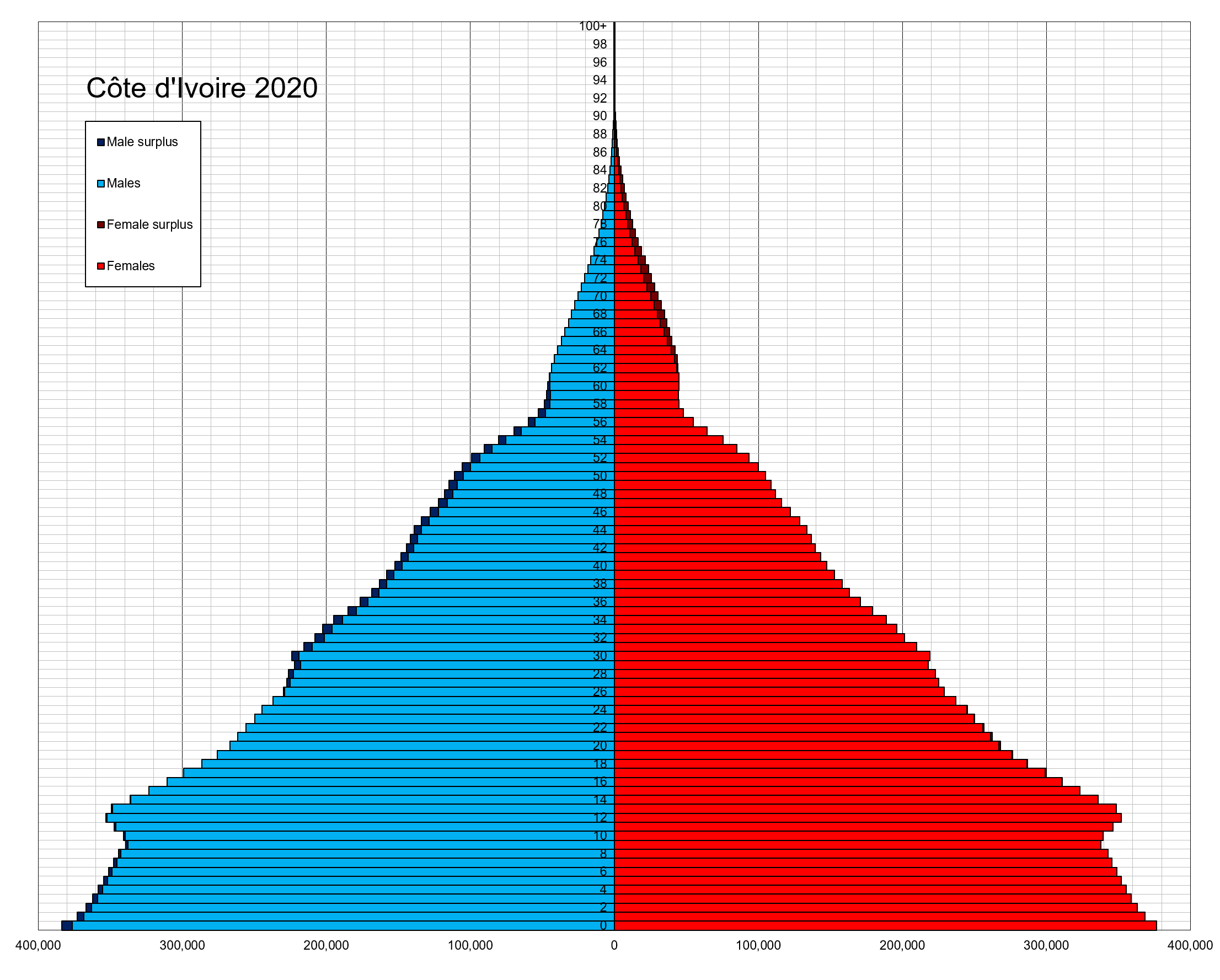
Возрастно-половая пирамида населения Кот-д’Ивуара на 2020 год

Население Кот-д’Ивуара.

## Основные сведения
Численность населения — 23 295 300 (2015 г.).
Годовой прирост — 2,1 %;
Рождаемость — 32 на 1000 (фертильность — 4,1 рождений на женщину, младенческая смертность — 66 на 1000 рождений);
Смертность — 11 на 1000;
Средняя продолжительность жизни — 55 лет у мужчин, 57 лет у женщин;
Заражённость вирусом иммунодефицита (ВИЧ) — 3,9 % (оценка 2007 года).
Грамотность — 60 % мужчин, 38 % женщин (оценка 2000 года).
В городах проживает свыше 40 % населения (довольно высокий показатель для Тропической Африки). Основная часть населения сконцентрирована вдоль побережья Гвинейского залива, где расположены основные промышленные центры и крупные плантации.
Этнический состав — аканы 42 %, гур 17 %, северные манде 16 %, кру 11 %, южные манде 10 %, другие, в том числе около 100 тыс. арабов и около 14 тыс. французов (оценка 1998 года).
Языки — французский (официальный), около 60 африканских языков, из них наиболее распространённый — диула (как язык межплеменного общения).
Религии — мусульмане 39 %, христиане 33 %, аборигенные культы 11 %, атеисты 17 %. Из иностранных мигрантов — 70 % мусульман и 20 % христиан (оценка на 2008 год).
Ивуариец (а также ивуарийский) — англ. Ivorian, фр. ivoirien)

## Население Кот-д’Ивуара
| Год           | Население  |
| ------------- | ---------- |
| 1             | 600 000    |
| 1000          | 2 500 000  |
| 1500          | 5 000 000  |
| 1900          | 3 000 000  |
| 1950          | 4 000 000  |
| 1960          | 3 230 000  |
| 1970          | 5 309 000  |
| 1980          | 8 184 000  |
| 1990          | 11 974 000 |
| 1999          | 15 866 000 |
| 2000          | 16 399 782 |
| 2010          | 21 967 721 |
| 2050(прогноз) | 44 235 000 |
| 2100(прогноз) | 64 500 000 |

## 5 крупнейших городов (2010)
1. Абиджан — 4 123 000
2. Буаке — 659 000
3. Далоа — 181 000
4. Ямусукро — 242 000
5. Корого — 212 000